# Jax (Sängerin)

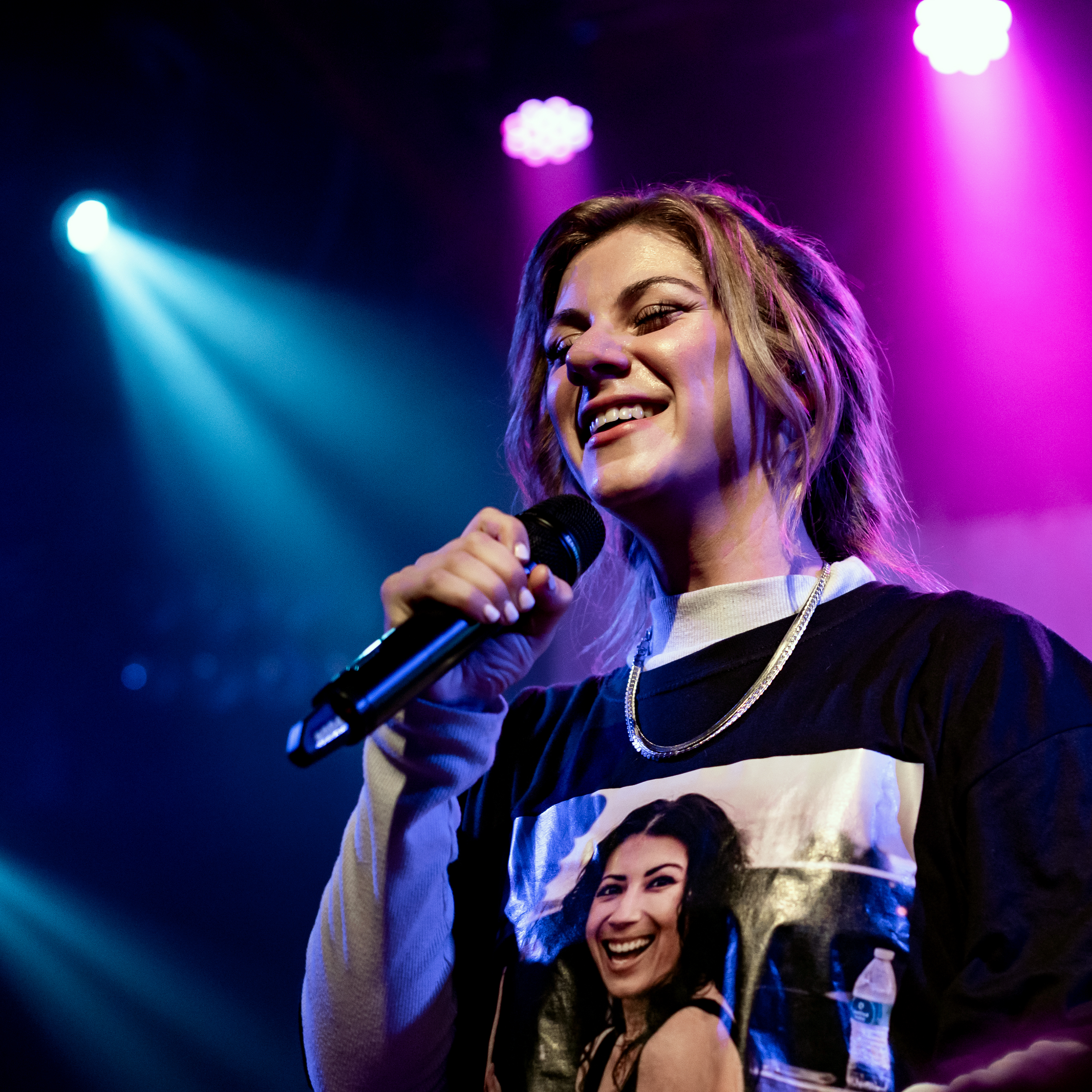
Jax (2022)

Jax (bürgerlich Jaclyn Cole Miskanic, * 5. Mai 1996 in Atlantic Beach, New York) ist eine US-amerikanische Sängerin.

## Karriere
2005 zog Jax mit ihren Eltern und ihrem Bruder von Atlantic Beach, Long Island, nach New Jersey. Sie nahm 2015 an der Castingshow American Idol teil und konnte Platz 3 erreichen. Im Jahr darauf erkrankte sie an Schilddrüsenkrebs, der erfolgreich behandelt wurde.

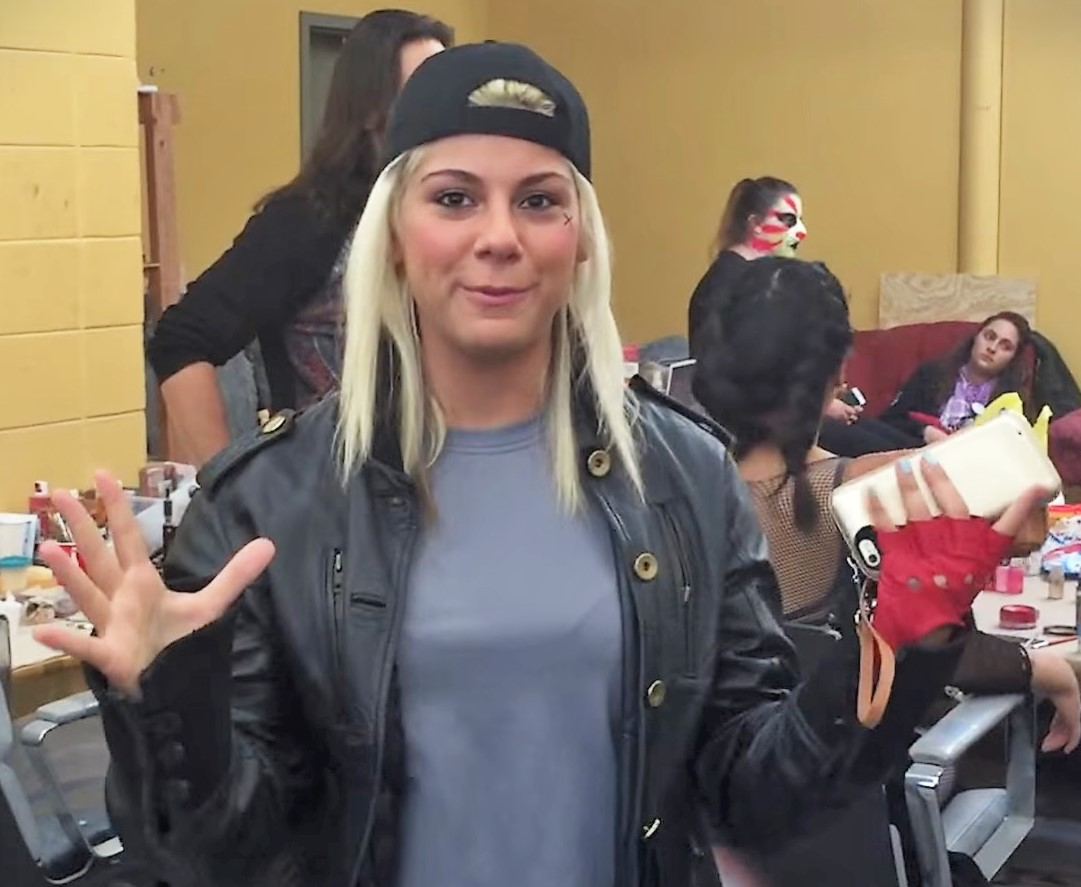
Jax (2015)

Anschließend schrieb sie Songs für verschiedene Sänger. Einhergehend mit den Beschränkungen während der Corona-Pandemie entdeckte sie TikTok für sich und veröffentlichte dort Clips, die zum Teil Millionen-Abrufe erhielten. 2021 unterschrieb sie einen Vertrag mit Atlantic Records. Im Oktober 2021 debütierte ihr Song Like my father auf Platz 38 der Adult Pop Airplay Billboard-Charts.
Im Jahr 2022 veröffentlichte sie den Song Victoria’s Secret. Nach ihren Angaben hatte sie mit ihrem Babysitter-Kind bei Victoria’s Secret einen Badeanzug gekauft, mit diesem wurde das Kind aber als zu flach und fett bezeichnet. Über das Schönheitsideal von Victoria’s Secret schrieb Jax daraufhin einen Clip für TikTok. In diesem Song beschreibt sie, Victorias Geheimnis sei, dass es die Erfindung eines alten Mannes aus Ohio ist, der mit Körperidealen Geld verdiene. Als dieser alte Mann gemeint ist vermutlich der Firmeneigentümer Leslie Wexner (Gründer von Victoria’s Secret ist allerdings Roy Raymond). Der TikTok-Clip wurde millionenfach abgerufen und daraufhin wurde ein vollständiges Lied eingespielt. Jax betont, dass sie keine bestimmte Marke anprangert, sondern das Frauenbild generell in Frage stellen will. Der Song Victoria’s Secret wurde im November 2022 von RIAA und Music Canada mit Gold ausgezeichnet.

## Diskografie (Singles)
- 2020: Come Home to Me
- 2020: I Can’t Believe I’ve Shaved My Legs for This
- 2020: Papercuts
- 2020: Bitchcraft
- 2021: Ring Pop
- 2021: 90s Kids (US: Gold)
- 2021: Like My Father (US: Gold)
- 2021: I Feel Like a Kid Again
- 2022: To All the Boys I’ve Loved Before
- 2022: U Love U (feat. Jvke)
- 2022: Victoria’s Secret
- 2023: Cinderella Snapped
- 2024: Zombieland (feat. Hardy)

## Auszeichnungen für Musikverkäufe
| Goldene Schallplatte - Kanada - 2022: für die Single Victoria’s Secret |

Anmerkung: Auszeichnungen in Ländern aus den Charttabellen bzw. Chartboxen sind in ebendiesen zu finden.
| Land/RegionAuszeichnungen für Musikverkäufe (Land/Region, Auszeichnungen, Verkäufe, Quellen) | Silber  | Gold     | Platin  | Verkäufe  | Quellen         |
| -------------------------------------------------------------------------------------------- | ------- | -------- | ------- | --------- | --------------- |
| Kanada (MC)                                                                                  | —       | Gold1    | —       | 40.000    | musiccanada.com |
| Vereinigte Staaten (RIAA)                                                                    | —       | 2× Gold2 | Platin1 | 2.000.000 | riaa.com        |
| Vereinigtes Königreich (BPI)                                                                 | Silber1 | —        | —       | 200.000   | bpi.co.uk       |
| Insgesamt                                                                                    | Silber1 | 3× Gold3 | Platin1 |           |                 |